# Jana Knedlíková
Jana Knedlíková, née le 22 juin 1989 à Prague, est une joueuse internationale tchèque de handball qui évolue au poste d'ailière droite.

## Palmarès
compétitions internationales
- vainqueur de la Ligue des champions en 2017, 2018[1] et 2019 (avec Győri ETO KC)
- finaliste de la Ligue des champions en 2016 (avec Győri ETO KC)

compétitions nationales
- championne de Hongrie en 2016, 2017, 2018 et 2019 (avec Győri ETO KC)
- championne de République tchèque en 2010 (avec le DHC Slavia Prague)
- vainqueur de la coupe de Hongrie en 2015, 2016, 2018 et 2019 (avec Győri ETO KC)